# Elektrische bezorgwagen

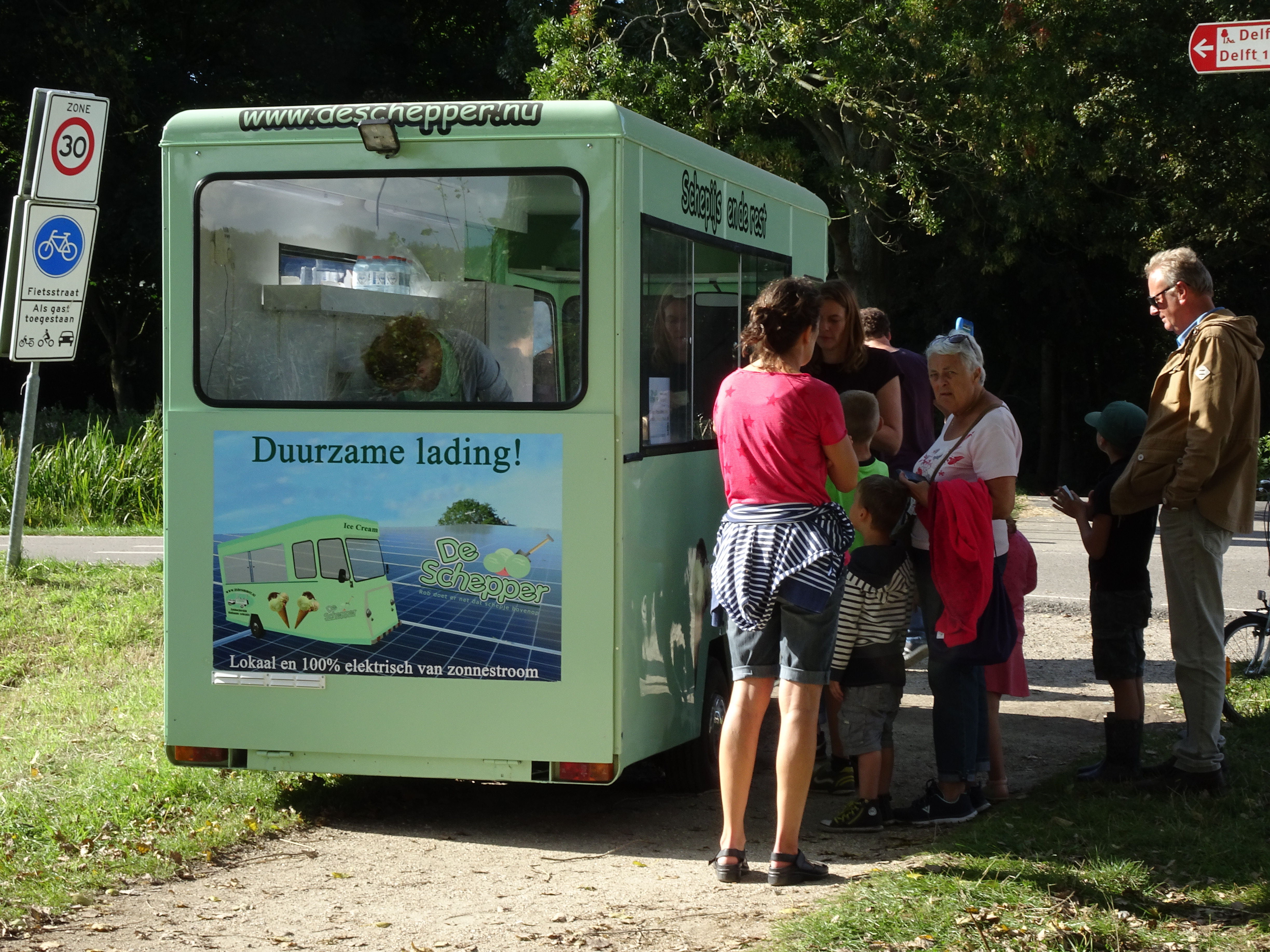
Elektrische bezorgwagen als ijsco-verkoopwagen Spijkstaal 1500 in Delfgauw

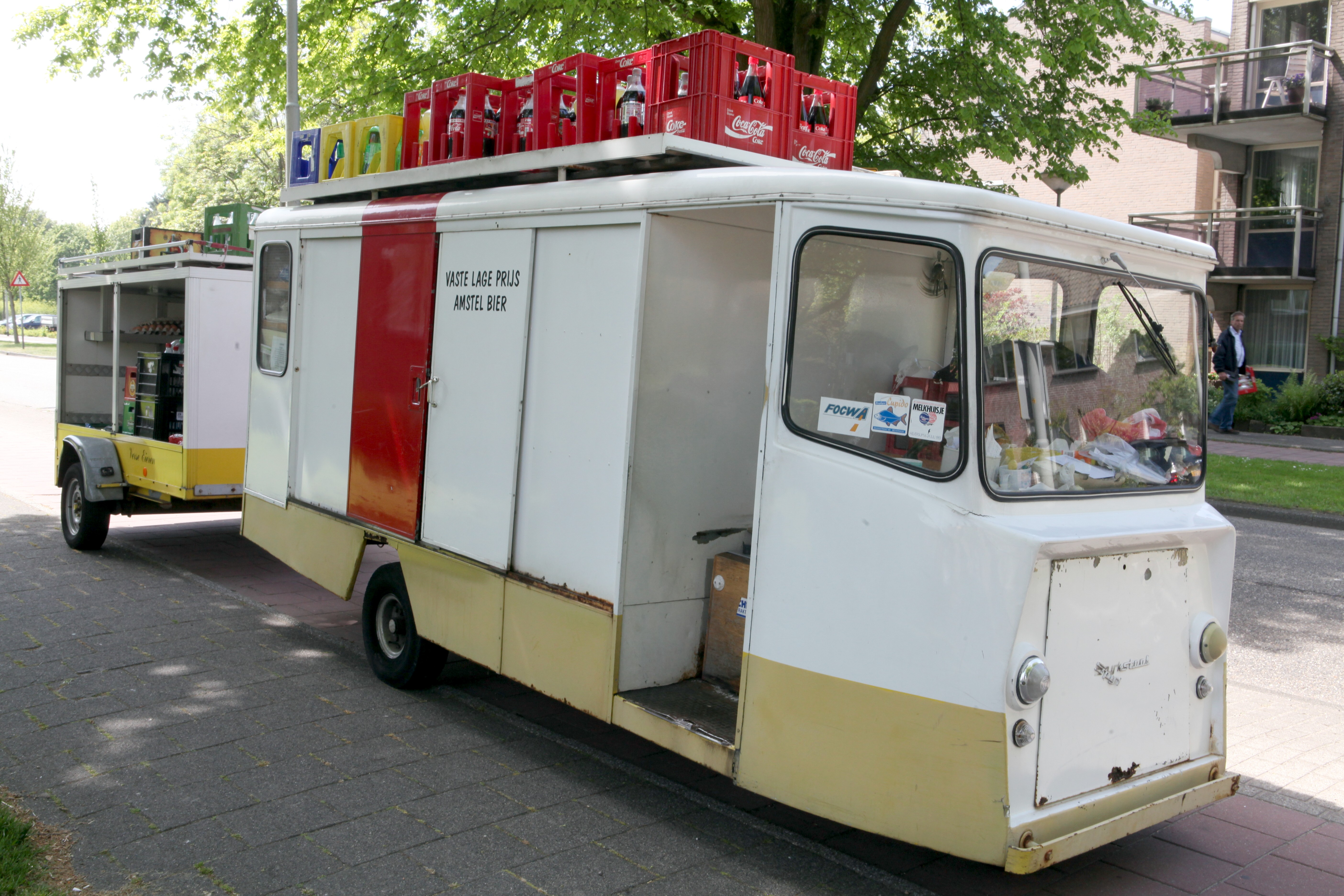
Spijkstaal 1500 uit 1971

Een elektrische bezorgwagen is een technisch hulpmiddel om artikelen te vervoeren en/of uit te venten en dat wordt aangedreven door een door een accu gevoede elektromotor.
Het voertuig met vier wielen had een beperkte snelheid tot 16 km/h, latere exemplaren tot 45 km/h.
Een variant is de zogenaamde ijzeren hond die drie wielen heeft en eerst niet elektrisch aangedreven werd, en waarvan de naam verwijst naar de vroegere hondenkar. 

## Geschiedenis
Tot ver na de Tweede Wereldoorlog vond veel verkoop aan huis plaats door brood- en melkventers, groenteboeren. Dit werd eerst gedaan met hondenkarren, paard en wagen, handkarren en bakfietsen. Gemakkelijker werd het door de komst van de ijzeren hond, en later de elektrische variant hiervan. Economisch was het een betere investering dan de aanschaf van een bestelauto, die qua aanschafwaarde voor veel handelaren een stap te ver was. Bovendien was er weinig onderhoud nodig en de kosten lagen veel lager.

## Toepassingen

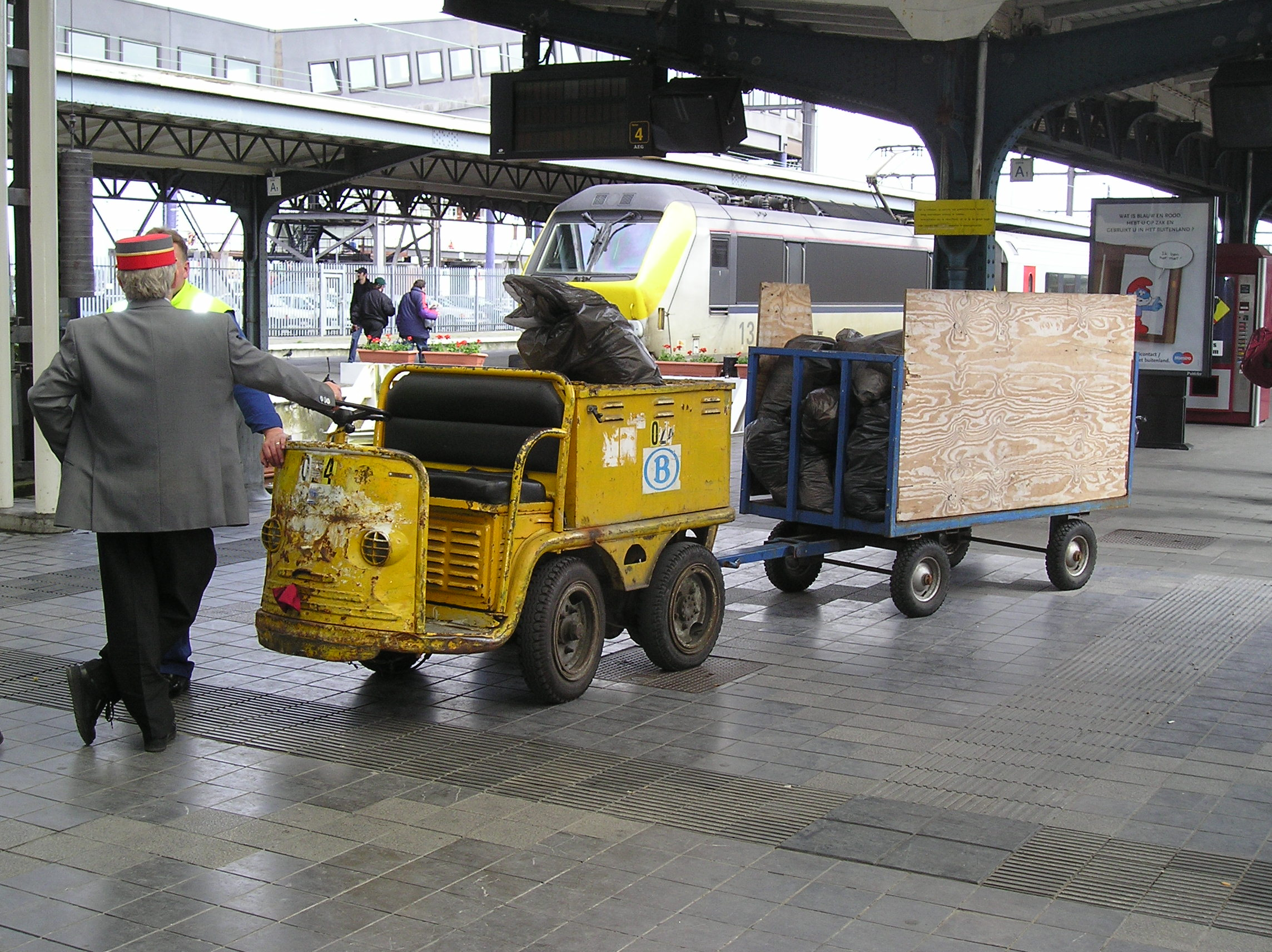
Elektrische wagen op station Oostende

Elektrische bezorgwagens werden in de jaren 60 en 70 van de vorige eeuw veelal gebruikt door melk-, ijs,- en broodventers, postpakketbezorgers. Soortgelijke voertuigen dienden voor  intern vervoer van goederen op fabrieksterreinen of stations. Bij laatstgenoemde diensten kon er nog een aantal aanhangwagentjes worden aangekoppeld, om zoveel mogelijk goederen in één rit te kunnen vervoeren.
 Ook in de 21e eeuw zijn dit soort voertuigen in gebruik, met een hogere toegestane snelheid (maximaal 45 km/h) bijvoorbeeld in stedelijke gebieden voor parkonderhoud, bezorging van bestelde levensmiddelen aan huis en bij onderhoudsbedrijven. Een nieuwe ontwikkeling op het gebied is een grotere actieradius door toepassing van accu’s met grotere capaciteit en zonnecellen op het dak voor bijladen van de accu.

## Fabrikanten in Nederland
Fabrikant van het eerste uur is Spijkstaal. Verder is er: Electrocar.

## Andere benamingen
Bij de PTT werd het voertuig Elmo genoemd. IJzeren hond was aanvankelijk de benaming voor modellen met een tweetaktmotor.